# 大沼百合子
大沼 百合子（おおぬま ゆりこ、1957年11月19日 - ）は、日本の女優。元宝塚歌劇団花組男役。当時の芸名は星邑礼緒（ほしむら れお）。ジェイ・クリップ所属。

## 略歴
1976年、第64期生として宝塚音楽学校に入学。
1978年、宝塚歌劇団に入団。
1988年、宝塚歌劇団を退団。

## 出演作品

### テレビドラマ

#### NHK
- 大河ドラマ
  - 元禄繚乱（1999年）
  - 篤姫（2008年）
- 朝の連続テレビ小説
  - どんど晴れ（2007年）
  - 花子とアン（2014年）
- ハート（2001年）
- マチベン（2006年）

#### 日本テレビ
- anego（2005年）
- 3.11 その日、石巻で何が起きたのか〜6枚の壁新聞（2012年） - 横井の母 役
- トッカン -特別国税徴収官-（2012年） - 鈴宮雪子 役

#### TBS
- おとうさん（2002年）
- パパドル!（2012年）

#### テレビ朝日
- 波の塔（2012年）
- Answer〜警視庁検証捜査官（2012年）- 教員 役
- 相棒シーズン14（2016年） - 成田知子 役
- ノッキンオン・ロックドドア 第8話（2023年） - 久保田聡子 役

### 映画
- ホタル（2001年）
- 害虫（2002年） - 夏子の母 役
- 突入せよ! あさま山荘事件（2002年）
- ベースボールキッズ（2003年）
- 北の零年（2005年） - 稲田藩の侍の妻 役
- 四日間の奇蹟（2005年） - 真理子の母 役
- 劇場版 神聖かまってちゃん ロックンロールは鳴り止まないっ（2011年）
- 先生を流産させる会（2011年） - フミホの母 役
- 乱心（2012年）
- チーム・バチスタFINAL ケルベロスの肖像（2014年） - 西園美枝子 役
- 路上7 インパーフェクト・デイズ（2024年）[2]

### 舞台
- 露と枕 Vol.9『橘に鶯』（2024年）[3]
- シリーズ光景-ここから先へと- Vol.3『消えていくなら朝』（2025年） - 羽田君江 役[4]